# Afrikanska mästerskapen i friidrott 1985
De fjärde Afrikanska mästerskapen i friidrott genomfördes 1985 i Kairo, Egypten.
I tävlingarna som omfattade 23 grenar för herrar och 17 grenar för damer deltog sammanlagt 324 idrottare från 24 länder.

## Medaljörer

### Herrar

#### 100 meter
1. Chidi Imo,  Nigeria, 10,22
2. Charles-Louis Seck, Senegal, 10,37
3. Victor Edet,  Nigeria, 10,44

#### 200 meter
1. Simeon Kipkemboi, Kenya, 20,82
2. Innocent Egbunike, Nigeria, 20,85
3. Alfred Nyambane, Kenya, 20,92

#### 400 meter
1. Innocent Egbunike, Nigeria, 45,22
2. Gabriel Tiacoh, Elfenbenskusten, 45,44
3. David Kitur, Kenya, 46,01

#### 800 meter
1. Sammy Koskei, Kenya, 1.45,30
2. Moussa Fall, Senegal, 1.45,95
3. Juma Ndiwa, Kenya, 1.46,67

#### 1 500 meter
1. Omer Khalifa, Sudan, 3.37,74
2. Abdi Bile, Somalia, 3.38,19
3. Joseph Chesire, Kenya,, 3.38,72

#### 5 000 meter
1. Wodajo Bulti, Etiopien, 14.40,12
2. Paul Kipkoech, Kenya, 14.43,05
3. John Ngugi, , Kenya, 14.44,33

#### 10 000 meter
1. Wodajo Bulti, Etiopien, 28.22,43
2. Kipsubai Koskei, Kenya, 28.26,63
3. Paul Kipkoech, Kenya, 28.29,64

#### Maraton
1. Ahmed Salah, Djibouti, 2:23.01
2. Kebede Balcha, Etiopien, 2:24.1
3. Dereje Nedi, Etiopien, 2:25.41

#### 3 000 meter hinder
1. Julius Kariuki, Kenya, 8.20,74
2. Joshua Kipkemboi, Kenya, 8.21,70
3. Féthi Baccouche, Tunisien, 8.38,94

#### 110 meter häck
1. René Djédjémel Mélédjé, Elfenbenskusten, 14,14
2. Ikechukwu Mbadugha, Nigeria, 14,47
3. Hisham Mohamed Makin, Egypten, 14.52

#### 400 meter häck
1. Amadou Dia Ba, Senegal, 48,29
2. Henry Amike, Nigeria, 49,16
3. René Djédjémel Mélédjé, Elfenbenskusten, 49,59

#### Höjdhopp
1. Moussa Fall, Senegal, 2,17
2. Ogmore Okoro, Nigeria, 2,17
3. Khalid Koughbar, Marocko, 2,11

#### Stavhopp
1. Choukri Abahnini, Tunisien, 4,60
2. Mourad Mahour Bacha, , Algeriet, 4,50
3. Youssef Qortobi, Marocko, 4,50

#### Längdhopp
1. Paul Emordi, Nigeria, 7,90
2. Joseph Kio, Nigeria, 7,81
3. Mustapha Benmrah, Marocko, 7,56

#### Tresteg
1. Paul Emordi, Nigeria, 16,56
2. Joseph Kio, Nigeria, 16,26
3. Mamadou Diallo, Senegal, 16,17

#### Kula
1. Ahmed Mohamed Ashoush, Egypten, 19,34
2. Ahmed Kamel Shata, Egypten, 19,23
3. Mohamed Fatihi, Marocko, 17,40

#### Diskus
1. Christian Okoye, Nigeria, 63,56
2. Mohamed Naguib Hamed, Egypten, 62,24
3. Hassan Ahmed Hamad, Egypten, 55,38

#### Slägga
1. Hakim Toumi, Algeriet, 70,56
2. Yacine Louail, Algeriet, 61,30
3. Ahmed Ibrahim Taha, Egypten, 61,54

#### Spjut
1. Ahmed Mahour Bacha, Algeriet, 80,04
2. Mongi Alimi, Tunisien, 75,30
3. Justin Arop, Uganda, 74,60

#### Tiokamp
1. Mourad Mahour Bacha, Algeriet, 6 712
2. Abu El Makarem El Hamd, Egypten, 5 642
3. Landry Nzambé-Busugu, Gabon, 5 259

#### 20 km gång, landsväg
1. Abdelwahab Ferguène, Algeriet, 1:33.28
2. Shemsu Hassan, Etiopien, 1:42.26
3. Abderrahmane Djebbar, Algeriet, 1:49.26

#### 4 x 100 meter
1. Nigeria, 39,28
2. Kenya, 39,91
3. Algeriet40.14

#### 4 x 400 meter
1. Kenya, 3.01,86
2. Nigeria, 3.05,51
3. Senegal, 3.07,94

### Damer

#### 100 meter
1. Rufina Uba, Nigeria, 11,61
2. Doris Wiredu, Ghana, 11,82
3. Lynda Eseimokumo, Nigeria, 11,86

#### 200 meter
1. Rufina Uba, Nigeria, 23,79
2. Mary Onyali, Nigeria, 23,98
3. Martha Appiah, Ghana, 24,10

#### 400 meter
1. Kehinde Vaughan, Nigeria, 53,33
2. Doris Wiredu, Ghana, 53,62
3. Grace Bakari, Ghana, 53,72

#### 800 meter
1. Selina Chirchir, Kenya, 2.03.70
2. Mary Chemweno, Kenya, 2.04,58
3. Fatima Aouam, Marocko, 2.04,91

#### 1 500 meter
1. Mary Chemweno, Kenya, 4.17,90
2. Fatima Aouam, Marocko, 4.19,11
3. Hellen Kimaiyo, Kenya, 4.22,85

#### 3 000 meter
1. Hellen Kimaiyo, Kenya, 9.18,53
2. Hassania Darami, Marocko, 9.19,82
3. Regina Chemeli,  Kenya, 9.20,62

#### 10 000 meter
1. Hassania Darami, Marocko, 35.09,68
2. Karima Farag Mohamed, Etiopien, 44.01,32

#### 100 meter häck
1. Maria Usifo, Nigeria, 13,52
2. Cécile Ngambi, Kamerun, 13,81
3. Albertine Koutouan, Elfenbenskusten, 14,27

#### 400 meter häck
1. Nawal El Moutawakil, Marocko, 56,00
2. Maria Usifo, Nigeria, 57,02
3. Marie Womplou, Elfenbenskusten, 59,85

#### Höjdhopp
1. Awa Dioum-Ndiaye, Senegal, 1,76
2. Kawther Akrémi, Tunisien, 1,76
3. Lucienne N'Da, Elfenbenskusten, 1,70

#### Längdhopp
1. Marianne Mendoza, Senegal, 6,15
2. Grace Armah, Ghana, 6,01
3. Caroline Nwajei, Nigeria, 6,00

#### Kula
1. Souad Malloussi, Marocko, 15,20
2. Agnès Tchuinté, Kamerun, 14,74
3. Odette Mistoul, Gabon, 14,54

#### Diskus
1. Zoubida Laayouni, Marocko, 51,80
2. Mariette van Heerden, Zimbabwe, 50,14
3. Aïcha Dahmous, Algeriet, 48,84

#### Spjut
1. Agnès Tchuinté, Kamerun, 54,00
2. Samia Djémaa, Algeriet, 50,50
3. Samira Benhamza, Marocko, 49,32

#### Sjukamp
1. Chérifa Meskaoui, Marocko, 5 294
2. Nacèra Achir, Algeriet, 5 286
3. Yasmina Azzizi, Algeriet, 4 909

#### 4 x 100 meter
1. Ghana, 45,08
2. Nigeria, 45,45
3. Elfenbenskusten, 46,98

#### 4 x 400 meter
1. Nigeria, 3.36,13
2. Kenya, 3.39,66
3. Ghana, 3.42,32

## Medaljfördelning
| Plac | Nation          |    |    |   | Totalt |
| ---- | --------------- | -- | -- | - | ------ |
| 1    | Nigeria         | 11 | 10 | 3 | 24     |
| 2    | Kenya           | 7  | 5  | 7 | 19     |
| 3    | Marocko         | 5  | 2  | 6 | 13     |
| 4    | Algeriet        | 4  | 4  | 4 | 12     |
| 5    | Senegal         | 4  | 2  | 2 | 8      |
| 6    | Egypten         | 1  | 3  | 3 | 7      |
|      | Ghana           | 1  | 3  | 3 | 7      |
| 8    | Etiopien        | 1  | 3  | 1 | 5      |
| 9    | Tunisien        | 1  | 2  | 1 | 4      |
| 10   | Kamerun         | 1  | 2  | 0 | 3      |
| 11   | Elfenbenskusten | 1  | 1  | 5 | 7      |
| 12   | Djibouti        | 1  | 0  | 0 | 1      |
|      | Sudan           | 1  | 0  | 0 | 1      |
| 14   | Zimbabwe        | 0  | 1  | 0 | 1      |
|      | Somalia         | 0  | 1  | 0 | 1      |
| 16   | Gabon           | 0  | 0  | 2 | 2      |
| 17   | Uganda          | 0  | 0  | 1 | 1      |